# Apple TV+
Apple TV+ — американский стриминговый сервис, принадлежащий и управляемый компанией Apple. Он предлагает подборку фильмов и телесериалов оригинального производства под названием Apple Originals. Сервис был анонсирован во время специального мероприятия Apple в марте 2019 года и выпущен 1 ноября того же года.
Доступ к просмотру можно получить через веб-сайт Apple и через приложение Apple TV, которое постепенно становится доступным для многих устройств Apple и некоторых основных конкурирующих потоковых устройств, включая некоторые модели смарт-телевизоров и игровые приставки. Доступ к сервису входит в пакет подписки Apple One. Большая часть контента доступна в форматах Dolby Vision и Atmos.
Контент Apple TV+ получает признание критиков: сериал «Тед Лассо» получил премию «Эмми» за лучший комедийный сериал, а фильм «CODA: Ребёнок глухих родителей» получил премию Оскар за лучший фильм, тем самым, Apple TV+ стал первым стриминговым сервисом, чей фильм победил в главной номинации Оскара.

## История
В октябре 2018 года стало известно, что Apple будет распространять свой будущий оригинальный контент через видеосервис, находящийся в стадии разработки, и разместит его в телевизионном приложении Apple TV, предварительно установленном на всех устройствах с iOS, iPadOS, macOS, tvOS, а также на платформах Amazon Fire TV, LG, Roku, Sony, Samsung и VIZIO. Ожидалось, что сервис будет содержать как оригинальный контент, бесплатный для владельцев устройств Apple, так и «каналы» по подписке от медиакомпаний, таких как HBO и Starz.
В ноябре 2018 года Apple заключила многолетнее соглашение с развлекательной независимой компанией A24 по созданию ряда оригинальных художественных фильмов и телевизионных шоу в сотрудничестве с их видеосервисом.
В декабре 2018 года Apple наняла главу отдела кастинга Sony Pictures Тамару Хантер в качестве главы кастинга своего видеосервиса. В том же месяце Компания подписала соглашение с DHX Media и её дочерней компанией Peanuts Worldwide на разработку и производство оригинальных программ. Также в декабре 2018 года Apple подписала с Джастином Лином и его продюсерской компанией Perfect Storm Entertainment многолетний контракт по производству оригинального телевизионного контента.
В январе 2019 года Apple подписала контракт с Джейсоном Катимсом и его продюсерской компанией True Jack Productions на многолетнее соглашение о производстве и разработке оригинального телевизионного контента. В том же месяце компания подписала первый контракт с Imagine Documentaries для разработки сериалов.
В феврале 2019 года Harpo Productions наняла Терри Вуда в качестве исполнительного вице-президента, где Вуд будет контролировать производство оригинальных программ Harpo для Apple в рамках многолетнего контракта между Опрой Уинфри и Apple.
25 марта 2019 года Apple представила новый сервис Apple TV+, в котором будут доступны эксклюзивные фильмы, сериалы и документальные программы от самых талантливых авторов современности.
В мае 2019 года вышла обновлённая версия приложения Apple TV с возможностью подписываться только на те каналы, которые представляют интерес для пользователя.
1 ноября 2019 года состоялся запуск сервиса для всех желающих.

## Возможности
- Обновлённое приложение Apple TV доступно на iPhone, iPad, смарт-телевизорах Samsung (с мая 2019 года), осенью 2019 года появился на Mac, а в будущем на платформах Amazon Fire TV, LG, Roku, Sony и VIZIO.
- Функция «Семейный доступ» для совместного использования одной подписки на Apple TV+ и каналов Apple TV.
- AirPlay 2 для воспроизведения видео и другого контента со своих устройств iPhone и iPad на совместимых смарт-телевизорах VIZIO, Samsung, LG и Sony (с 2019 года).
- Персонализированное приложение Apple TV позволит смотреть кабельные и спутниковые каналы, а также покупать и брать напрокат фильмы и сериалы, доступные в iTunes.

## Доступность и стоимость
Стоимость подписки в России составляет 199 рублей в месяц, при этом новый подписчик получает 7 бесплатных дней тестового периода. При покупке некоторых новых устройств Apple после 10 сентября 2019 года пользователи получают возможность бесплатно использовать сервис в течение года с момента покупки. В России видеосервис запустился без русскоязычного дубляжа — оригинальная озвучка сопровождается субтитрами. Однако, на данный момент список контента, который озвучен на русском языке, постепенно пополняется.
Для обладателей студенческой подписки Apple Music доступ к AppleTV+ предоставляется бесплатно.